# Constitución de Serbia de 1835

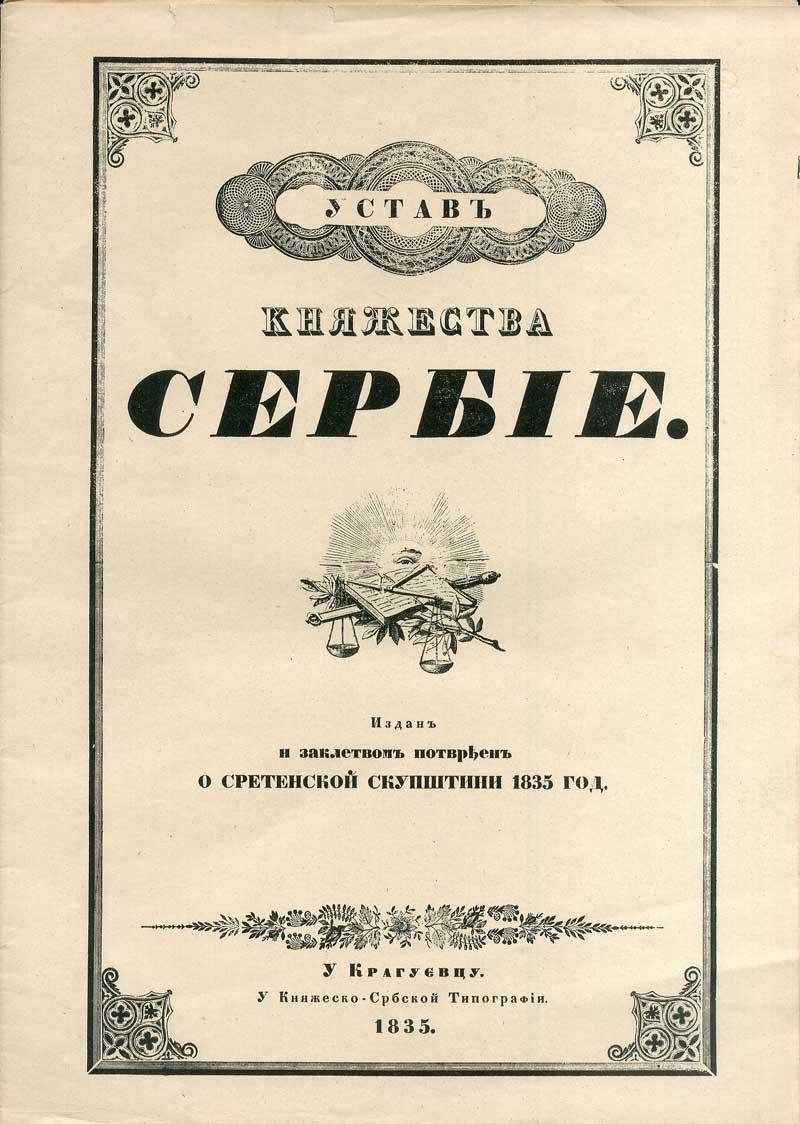
Portada de la Constitución.

La bandera de Serbia según la Constitución de Sretenje

La Constitución del Principado de Serbia (Serbo-eslavo Уставъ Княжества Сербїе), conocida como Constitución de Sretenje, es la primera constitución del Principado de Serbia que fue adoptada en Kragujevac en 1835. La constitución fue redactada por Dimitrije Davidovic. La Constitución dividió al gobierno en legislativo, ejecutivo y judicial, que todavía se considera el estándar de democracia y constitucionalidad. El gobierno está formado por el príncipe, el consejo de estado y la asamblea nacional. Hoy en día, esta división le vendría bien al presidente, al gobierno y a la asamblea nacional. La constitución estipula que el príncipe y el consejo de estado comparten el poder ejecutivo. Se proclamaron los derechos y libertades de los ciudadanos, tales como: inviolabilidad de la persona, independencia del poder judicial y derecho a un juicio legal, libertad de circulación y residencia, inviolabilidad del apartamento, derecho a elegir una ocupación, igualdad de ciudadanos, independientemente de la religión y la nacionalidad. La constitución abolió la esclavitud y las relaciones feudales. Aunque fue aprobada por la Gran Asamblea Nacional y confirmada por el juramento del Príncipe Milos Obrenovic, la constitución fue suspendida después de solo 55 días bajo la presión de las grandes potencias feudales (Turquía, Rusia y Austria). En la actualidad, el original de uno de los actos jurídicos más valiosos del Nuevo Siglo (1453-1918) en los Balcanes, que estaba encuadernado y encuadernado por Gligorije Vozarovic, se conserva en los Archivos de Serbia.

## Fondo

### Guerra revolucionaria
La Guerra Revolucionaria o Guerra de Liberación comenzó como una revuelta local contra los usurpadores Jenízaros en 1804. años después del reencuentro de la Reunión de Orasac, donde Djordje Petrovic Karadjordje lideraba la elegancia. Pronto, esta revuelta de 1806 años después del conflicto con el eljercito imperial otomano, se convirtió en una revolución nacional por la liberación. Con la ayuda del Imperio Ruso, que entró en la guerra contra el Imperio Otomano, los insurgentes preservaron el territorio libre en el estado, creando órganos administrativos, el más importante de las manos del Consejo de Gobernadores, un cuerpo de administración por personas personificadas. Durante el primer levantamiento serbio, se redactaron tres leyes constitucionales. El ejemplo de 1805 año, el segundo 1808 y los últimos 1811 años. La Ley del 14 de diciembre de 1808 representa el ejemplo de un acto escrito y formal de organización independiente en Serbia. Esto abolió formalmente la industria automotriz de los antiguos y los nahiya y estableció un sistema de gobierno central. Fue aceptado solo por Karadjordje y el Consejo de Gobierno y no fue confirmado en la asamblea, es un acto que no entró en vigor. En la Asamblea de Belgrado el 11 de 1811. Se dicta por un acto sobre el Consejo de Gobernadores y el Consejo se reorganiza, se decide, se divide en dos partes. Seis memebros eran patronos (ministros), y todos los demás con el ministro de Justicia conformaban la Gran Audiencia Provincial. Todos los miembros del gobierno provincial y del poder legislativo. En esencia, las tres autoridades, el poder de la guerra, el poder legislativo, el poder judicial y la administración, se concentran en manos de Karadjordje. Disposición en la asamblea de 1811 existió durante el colapso de Serbia en octubre de 1813. El flujo del ataque de Napoleón a Rusia, los rusos establecieron con Turquía en 1812. Concluyente, desfavorable para los serbios, la Paz de Bucarest, que los insurgentes recuperaron. Ese fue el motivo del sultán en el verano de 1813 envió un gran ejército a Serbia y, atacándolo desde todas las direcciones, reprimió el levantamiento. En abril de 1815 el Segundo Levantamiento Serbio bajo el liderazgo de Milos Obrenovic se planteó en Takovo en 1941, que, después de varios meses de guerra exitosa, concluyó una paz que garantizó un menor grado de autonomija autonomjante un acuerdo verbal. Constantemente aumentó este autogobierno a través de una política inteligente, utilizando el debilitamiento del Imperio Otomano y el fortalecimiento de Rusia después del Congreso de Viena u 1815 años.

### Autonomía
El período de administración mixta serbio-turca, que duró de 1815 a 1830, estuvo marcado por la supresión gradual de las autoridades turcas y la concentración de poder en manos de Milos Obrenovic. Las autoridades turcas estuvieron representadas por el pachá o visir de Belgrado, el cadí y el museli, mientras que las autoridades serbias estuvieron representadas por el príncipe supremo de Serbia, la Oficina del Pueblo, los nahija y los príncipes principescos y los siervos de las aldeas, y desde 1820 tribunales serbios especiales ha sido establecido. En octubre de 1826, el Imperio Otomano, presionado por la solicitud del nuevo zar ruso, se vio obligado a aceptar la celebración de las denominadas Convenciones de Ackerman. El quinto artículo de esta convención determinaba que la Puerta aplicaría inmediatamente las disposiciones, es decir, el octavo punto de la paz de Bucarest, que concierne al pueblo serbio. La puerta no cumplía con las disposiciones de la Convención de Ackerman. Después de la guerra ruso-turca, se concluyó un tratado de paz ruso-turco a mediados de septiembre de 1829 en Edirne. Con el sexto punto del acuerdo de Edirne, el Sublime Puerta se comprometió a cumplir sin demora el artículo quinto de la Convención de Ackerman, que concierne a Serbia. Hatisherif de 1829 llegó a Kragujevac el 11 de diciembre y fue leído en Belgrado el 14 de diciembre. El significado de este documento es que el sultán promete por escrito que cumplirá las demandas de los serbios. Los preparativos, las negociaciones y la adopción final del Hatisherif a partir de 1830 duraron todo un año, en el que Dimitrije Davidovic desempeñó un papel importante y complejo. Las demandas serbias de 1820 y las memorias de Davidovic de 1829 formaron la base del proyecto del hatisherif entregado a Sublime Puerta. Después de muchas tensiones y numerosos contraproyectos, el texto final del documento fue presentado al sultán para su firma el 15 de octubre, y el refugiado effendi entregó una copia a los diputados serbios el 20 de octubre. Berat en turco el 12 de diciembre, en serbio el 13 de diciembre, se realizó en Tasmajdan en presencia del príncipe, la Asamblea Nacional, numerosos funcionarios y unos 3.000 curiosos. Hatisherif y Berat dieron autonomía a Serbia y regularon sus relaciones con el Imperio Otomano. Serbia adquirió el estatus de Principado con un príncipe hereditario en la familia Obrenovic. Además de la libertad de religión y comercio, se le otorgó el derecho a establecer diversas instituciones. Davidovic se comprometió especialmente a obtener el Hatisherif a partir de 1833, lo que completó el proceso de obtención de autonomía. Según las disposiciones de Haticerif, Serbia tenía derecho a su propia administración interna independiente, es decir, a sus órganos administrativos y judiciales, así como a su ejército. Al fortalecer el gobierno central, el príncipe Milos logró reprimir a ciertos ancianos arbitrarios que estaban a favor del regreso del "sistema feudal turco" y el establecimiento de spahiluk y ziyamet con propietarios locales.

## La revuelta de Mileta
La ausencia de una organización estatal y un tribunal en Serbia se sintió mucho, el número de funcionarios humillados, que también fueron golpeados, comerciantes privados de sus derechos y ancianos, que ya no estaban dispuestos a tolerar el comportamiento del príncipe Milos y sus asociados más cercanos, estaba aumentando. Además, Milos siguió evitando organizar el Concilio, lo que se vio obligado a hacer según el Hatisherif de 1830. A pesar de que liberó formalmente a los campesinos de las relaciones feudales, el príncipe Milos aún conservaba ciertas obligaciones feudales, lo que casi le costaría su gobierno un poco más tarde. La mejor evidencia de esta situación es una carta al príncipe Milos enviada por el escritor Vuk Karadzic después de dejar Serbia en 1832, en la que critica duramente la forma de gobernar de Milos, y que dice en parte:
Permítanme decir nuevamente brevemente: nadie está satisfecho con la regla de su luz allí, pero nadie, excepto sus dos hijos, y son un poco mayores, tal vez para estar insatisfechos ... 1. La gente debe tener el derecho , o, como dicen en Europa, la constitución ... para determinar la forma de gobierno y establecer el gobierno ... para proporcionar a cada hombre vida, propiedad y honor, a cada trabajo que nadie más en detrimento, puede trabajar a voluntad y vivir a voluntad; que todo hombre sabe qué hacer, que no tiene miedo de ti ni de nadie más, que nadie puede obligar a nadie a servirle ... Hoy en Serbia, en el verdadero sentido de la palabra, no hay gobierno, pero tú eres el gobierno tú mismo; cuando estás en Kragujevac y el gobierno está en Kragujevac; cuando estás en Pozarevac, y está en Pozarevac; cuando estás en Topcider, y está en Topcider, cuando estás en la carretera, y está en la carretera ...
Sintiendo la ansiedad de los ancianos y de las masas, el príncipe prometió importantes reformas legislativas y administrativas en la sesión de la Asamblea del 1 de febrero de 1834. También entregó un proyecto de constitución y, antes de su redacción, nombró cinco ministros. Nombró a Lazar Teodorović Ministro de Justicia y Educación, Đorđe Protić Ministro del Interior, Koca Markovc Ministro de Finanzas, Toma Vucic Perisic Ministro del Ejército y Dimitrije Davidovic Ministro de Relaciones Exteriores. Sin embargo, ningún decreto les asignó sus funciones. Mientras Milos seguía comportándose como antes, sus oponentes creían que solo podría recobrar el sentido si se mostraba claramente la revuelta popular. Así, se empezó a preparar una conspiración contra el príncipe, en su entorno inmediato y más amplio.

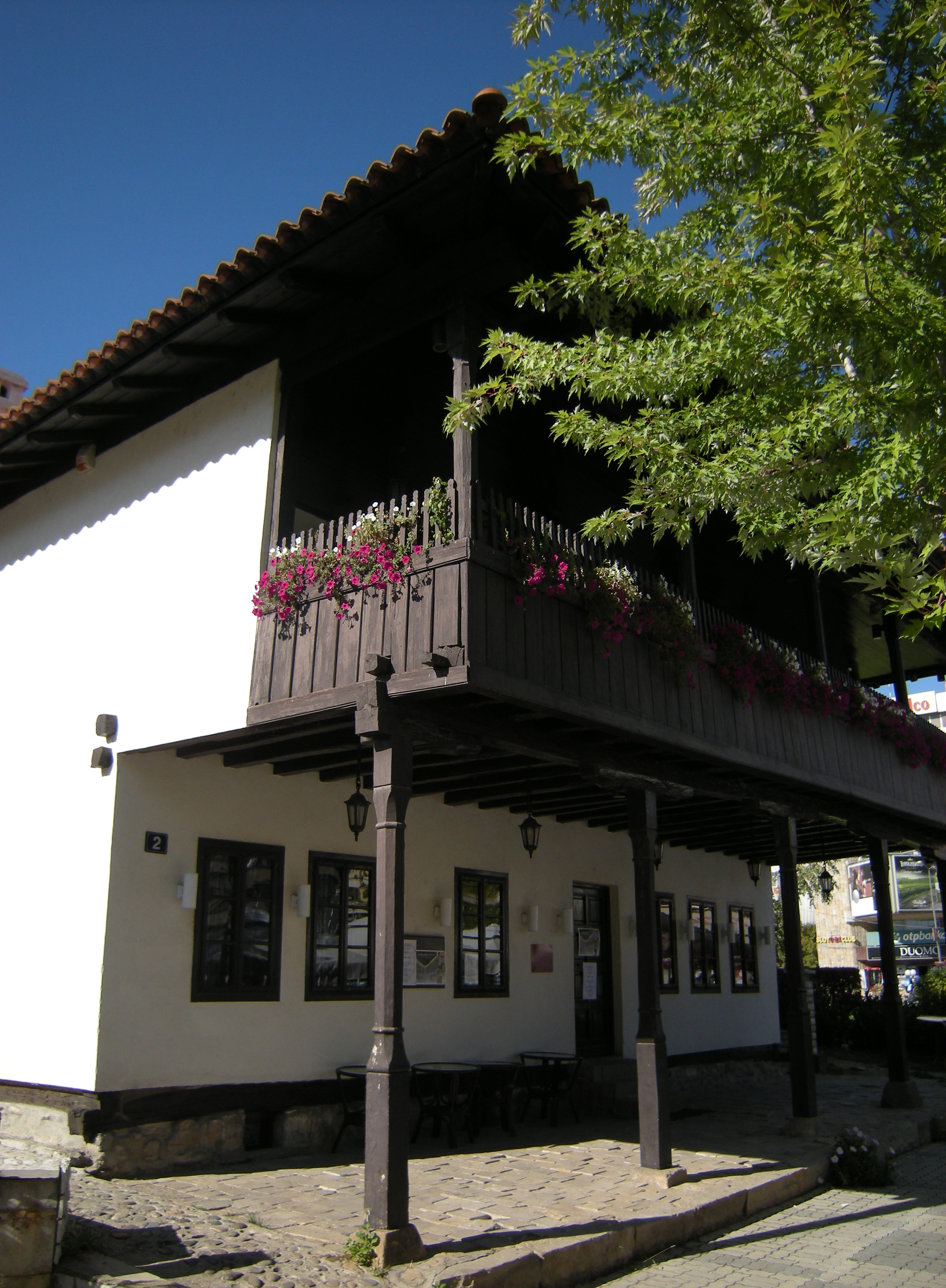
La casa con el porche del comerciante Simić en Kruševac, en la que se tomó la decisión mayoritaria de limitar al gobernante a la constitución, que, después de la revuelta del pueblo no violento, creó las condiciones para el establecimiento del estado de derecho. Este edificio es de gran importancia para la historia jurídica nacional y mundial.

A principios de enero de 1835 en Krusevac, en la casa de Stojan Simic, Milosav Zdravković Resavac, Mileta Radojkovic, Djordje Protic, Milutin Petrovic Era (hermano de Hajduk Veljko) y Avram Petronijevic llegaron a un acuerdo entre la oposición. El acuerdo secreto alcanzado por la oposición implicó la presentación de solicitudes al príncipe Milos en una reunión de la Asamblea, así como medios violentos en caso de que rechace sus solicitudes. En la reunión, algunos propusieron matar, otros ser derrocados y expulsados, sin embargo, prevaleció la posición de Mileta Radojkovic, después de lo cual se nombró la rebelión: la revuelta de Mileta, para limitar el poder del príncipe Milos a la constitución, abolir kuluk, permitir pueblo el derecho al uso de los bosques y, lo que es más importante, para los comerciantes privados de sus derechos, suprime el monopolio del comercio.Cuando llegó el momento de la acción, Simić se llevó a algunas personas de Krusevac, mientras que los demás no lograron reunir a nadie detrás de ellos. Solo Mileta Radojkovc llevó a un gran número de personas de Jagodina a Kragujevac. Cuando los revolucionarios llegaron cerca de Kragujevac, fueron recibidos por un pueblo reunido a quien Petronijevic pronunció un discurso incendiario acusando al príncipe Milos de comportarse como un bajá que aumenta los impuestos e impone al pueblo como si el estado fuera su herencia. Toma Vucic Perisic se dispuso a encontrarse con los revolucionarios, defendiendo al príncipe Milos, pero dejando el ejército de 150 jinetes al cuidado del capitán Petar Tucakovic, evitando el conflicto hasta que descubrió las razones de la rebelión. Mientras tanto, los rebeldes en Kragujevac propusieron atacar Pozarevac, donde estaba el príncipe Milos, pero Mileta todavía insistía en que el poder del príncipe fuera limitado. Vučić accedió a ser mediador y le pasó la noticia al príncipe, quien incluso pensó en huir. Milos decidió, muy probablemente a instancias de Vučić, llegar a un acuerdo final con los líderes del levantamiento popular. Asustado por esta revuelta, decidió después de la reunión emitir una constitución y establecer un Consejo de Estado. Encomendó la redacción de la constitución a Dimitrije Davidović y convocó a la Asamblea el 14/2. Febrero de 1835.

## Constitución

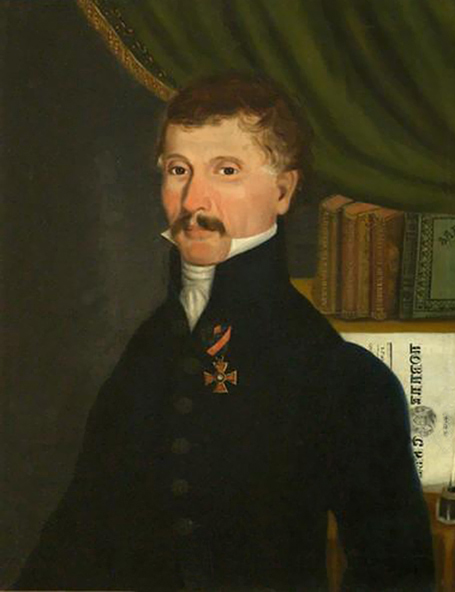
Educador y escritor constitucional Dimitrije Davidovic 1834 año, óleo sobre lienzo, obra de Uros Knezevic.

La constitución fue redactada por Davidovic siguiendo el modelo de la constitución francesa de 1791 y las cartas constitucionales de 1814  y 1830, y la constitución belga de 1831  En " Novine srbskim " No. 15 del 25 de abril de 1835, dio una breve descripción de la Constitución de los Estados Unidos . Acuñó un nuevo término, la constitución, que reemplazó a la antigua constitución extranjera . Conectó este término con el verbo - detener, para ser una ley especial. Davidovic redactó el acto legal más alto en el principado semiindependiente de una manera muy librepensadora sobre una estructura liberal. La Constitución se dividió en 14 capítulos y 142 artículos. En el segundo capítulo, 3 y 4 miembro, se determinó el escudo de armas y la bandera de Serbia, que un país vasallo no debería tener. La bandera era "roja abierta, blanca y apagada".
La Constitución divide el poder en legislativo, ejecutivo y judicial. El poder legislativo y ejecutivo pertenecía al príncipe y al Consejo de Estado, y el poder judicial a tribunales independientes. El poder ejecutivo estaba formado por seis ministros y el presidente del Consejo también presidía las sesiones ministeriales. El príncipe tenía derecho a, según el art. 14. Rechazó dos veces un proyecto de ley, pero si se aprobaba por tercera vez, tenía que aceptarlo con la condición de "no matar al pueblo o contra la constitución del estado ". El artículo 14 es una modificación de un artículo similar de la Constitución Revolucionaria Francesa de 1791. En el Capítulo VII, la Constitución disponía que el poder judicial se dividiera en tres instituciones: los tribunales de distrito, el Gran Tribunal (apelación) y un departamento del Consejo de Estado, como tribunal de tercera y máxima instancia. La Constitución, en principio, declara la división del poder en ejecutivo, legislativo y judicial, pero no se ha aplicado de forma coherente. En arte. 79. Se prevé que todo el país será juzgado de acuerdo con un código único (en la asamblea, el príncipe Milos anunció al pueblo que se aprobaría un código civil ). En arte. 80. Se describen los derechos y deberes de los jueces, lo que prevé la completa independencia de los jueces de cualquier autoridad.
El Capítulo VIII otorga a la Asamblea Nacional el derecho de determinar el impuesto anual, de elegir un nuevo príncipe con el Consejo y que sin su aprobación no se puede aumentar el salario anual del príncipe, mientras que sin el consentimiento del príncipe no se puede reducir. La Asamblea tenía un derecho presupuestario, que preveía que no se podían realizar impuestos, gravámenes y deudas del estado sin su aprobación. En el período posterior, el sistema representativo y el gobierno parlamentario en Europa se desarrollarán a partir de esto. La ley tributaria del órgano de representación, regulada en la Magna carta libertatum de 1215, que tuvo una vigencia de solo 2 meses y medio, se convirtió en un principio constitucional generalmente aceptado solo a fines del siglo XIX, y fue aceptado en esta constitución . Como el principio de la ley anglosajona "sin impuestos sin representación" de 1768, la ley de presupuesto de la Asamblea Nacional está regulada en la Constitución de Sretenje. El artículo 85 preveía una sesión ordinaria de la Asamblea a principios de mayo (el día de San Jorge), por invitación del príncipe, y según la necesidad, podía convocarse varias veces al año. Esta constitución estipula que la Asamblea tiene 100 miembros y un miembro del Parlamento no puede ser menor de 30 años. No hay una forma planificada de elegir a los diputados, excepto por la declaración de que deben ser "los más elegidos, los más razonables, los más honestos y en los que la gente confía en la mayor medida posible, merecedores de diputados de todos los distritos y de todo el Principado de Serbia" , mientras que todo lo demás se deja a una ley especial.

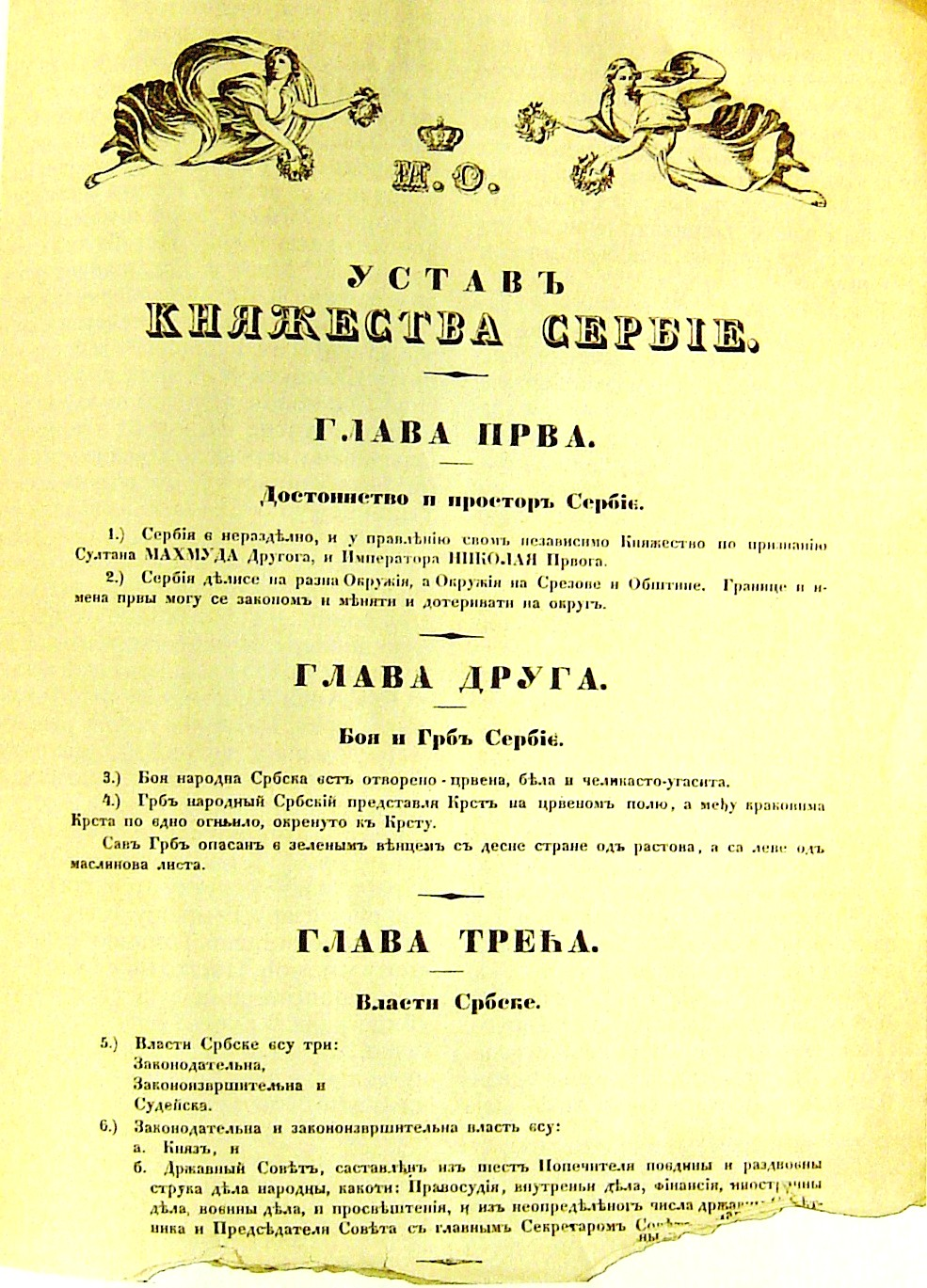
Primera página de la Constitución

Las disposiciones del Capítulo XI sobre derechos universales se promulgaron para proteger al individuo de la autoridad tiránica. El artículo 111 preveía la igualdad de todos ante la ley y el art. 112. Se ha establecido que nadie puede ser procesado, encarcelado o condenado sin un tribunal competente y fuera de la ley. Además, el artículo 113 prescribía que todo preso debe ser informado después de tres días de la razón por la que fue detenido y debe ser interrogado, y el artículo 115 disponía que solo un tribunal competente podía juzgar, mientras que el artículo 114 garantizaba que nadie puede ser juzgado dos veces por la misma culpa. El artículo 119 garantiza que la propiedad privada es inviolable y ... "Cuando los juicios se trasladaron voluntariamente a bienes y propiedades de otras personas, o lo Adoptaron o se lo llevaron, se lo considerará para la parte que ordena la seguridad obštenarodne estaba en cuando me alegré de donde es feliz ". Sin embargo, una de las disposiciones más importantes para la historia jurídica mundial fue prescrita por el artículo 118, que prohíbe la esclavitud, estableciendo que un esclavo, sin importar si vino solo o con alguien, se convierte en un hombre libre al ingresar al territorio de Serbia. Esta constitución también estableció la libertad de religión, donde el art. 97. garantizó la seguridad y protección del Estado a todos sus ciudadanos, independientemente de su religión. Uno de los últimos restos feudales, el kuluk, fue derogado por el art. 124 que prescribe que en caso de necesidad de obras públicas, el Estado está obligado a pagar a los ciudadanos un "salario digno".
En Sretenje, 2 de febrero de 1835, según el nuevo calendario, el 15 de febrero, en los prados del príncipe en Kragujevac y en presencia de 2.5 mil participantes y 10 mil curiosos del mundo, se adoptó solemnemente la Constitución, después de lo cual el príncipe fue llevado por las masas, y mientras la votación se realizaba previamente en los distritos sin un juicio principal. Al día siguiente se leyó y publicó la Constitución de manera solemne, con banderas y música ceremonial, la caballería del príncipe y la guardia de infantería y en presencia de la cúpula estatal y enviados, y por la noche se prepararon fuegos artificiales y se realizó una representación teatral. sostuvo. Luego, en las instalaciones reutilizadas de la tipografía Kragujevac, Joakim Vujic presentó su obra Fernando y Jarik, basada en la obra de Karl Eckarthausen. copia original de la constitución fue encuadernada y encuadernada por Gligorije Vozarovic ( 1790 - 1848 ), el primer encuadernador, librero y bibliotecario del Principado de Serbia, y desde 1901 se conserva en los Archivos de Serbia . La Constitución se imprimió en la tipografía Princely-State en Kragujevac en hasta 10,000 copias, se distribuyó a los diputados de la Asamblea de Sretenje y se envió una copia a todas las instituciones.

Sobre la base de la nueva Constitución, se nombró a cinco ministros: el ministro de Justicia Lazar Teodorovic, el ministro del Interior y ministro de Educación, Dimitrija Davidovic, el ministro de Relaciones Exteriores Avram Petronijevic, el ministro de Finanzas Aleksa Simic y la ministra de Guerra Mileta Radojkovic. El Consejo de Estado estaba formado por: Koca Markovic (Presidente del Consejo), Josif Milosavljevic, Toma Vucic Perisic, Milosav Zdravkovic Resavac, Mihailo German, Djordje Protic y Ranko Majstorovic. El entusiasmo del príncipe Milos por la constitución se evidencia mejor en sus palabras dirigidas al propio constitucionalista:
Davidovic, Davidovic, todo lo que ha escrito hasta ahora, lo ha impreso hoy.

## Resultado de la Constitución
La constitución estuvo en vigor de facto durante 14 días y durante 55 días. Esta constitución fue muy bien recibida por la gente, y " Novine srbske " escribió que el príncipe firmó la "felicidad de Serbia". Sin embargo, esta constitución liberal pronto provocó protestas en Rusia y el Imperio turco, que ni siquiera tenían sus propias constituciones. Los imperios europeos más grandes, Rusia, Turquía, Austria, Prusia, así como muchos países más pequeños, en ese momento, aún no tenían constituciones, ni las adoptaron en el futuro previsible. Pronto prevaleció el temor en el Imperio austríaco de que sus súbditos no buscarían una constitución a imagen de sus vecinos. Uno de los principales problemas fue la bandera, que tenía los mismos colores que la francesa. El embajador ruso en Constantinopla, Butenjev, declaró que "Serbia cayó al abismo debido a la constitución franco-suiza", y un miembro de la Puerta de Asuntos Exteriores la llamó "constitución contagiosa". En una carta al príncipe Metternich, el enviado austriaco a la Puerta lo describe como uno de los mayores conceptos erróneos de este siglo, sin embargo, la posición de los círculos de la corte vienesa sobre esta constitución se ilustra mejor con un texto publicado el 20 de septiembre. 1835 en la Gaceta General de Augsburgo (Allgemaine Zeitung), donde se dice “. . . para Serbia, no son decretos de mente libre, como los de la constitución francesa, sino que solo son necesarios para proporcionar una persona, una propiedad y un honor. . . y que el príncipe tenía restringido su derecho a vetar ciertas leyes, y que se le debería haber permitido rechazar cualquier ley que quisiera y destituir a los funcionarios estatales a su discreción ". . Las tres fuerzas estuvieron de acuerdo en que la constitución era republicana y revolucionaria y contraria a su orden feudal .
Bajo la presión de Turquía, Rusia y Austria, el príncipe lo suspendió a regañadientes, defendiendo el derecho de Serbia a organizarse de forma independiente, aunque al gobernante no le gustaba.
Las críticas y la presión sobre Serbia comenzaron inmediatamente después de la aprobación de la constitución. Sin embargo, el príncipe Milos no resistió mucha presión extranjera, lo que fue una ventaja para él. Con la excusa de que tenía que satisfacer a las fuerzas extranjeras, Milos destituyó a todos los ministros en poco tiempo. Las primeras fueron reemplazadas, Mileta Radojkovic y Dimitrije Davidovic, el 16 de marzo de 1835, y a finales de mes, todas las demás, que acabaron sin gloria con la primera y libertaria constitución y la sacaron de vigencia. Davidović afirmó más tarde que el niño, pensando en la constitución, fue asesinado mientras aún estaba en la cuna. La Constitución de Sretenje estuvo en vigor durante dos semanas, es decir, hasta principios de marzo, cuando era temporal, y el 11 de abril de 1835. años finalmente abolidos. Teniendo en cuenta que la constitución es el acto legal más alto de un estado, y que Serbia era entonces un principado vasallo del Imperio Otomano, Porta se opuso a su adopción. Austria también estaba en contra de la constitución, porque no la tenía en sí. Rusia comentó sobre la adopción de la constitución como "plántulas francesas en el bosque turco" (Buteljev). Bajo presión extranjera, el príncipe Milos, sin pesar, derogó la constitución.
En la literatura, nos encontramos con varias discusiones, algunos creen que el "período de constitucionalidad de Serbia" comienza con la adopción de actos legales en 1808 y 1811. Algunos opinan que la Constitución de Sretenje era de hecho la Constitución (St. Novakovic y R. Ljusic), mientras que, por otro lado, tenemos opiniones de que el documento de Sretenje no puede llamarse la primera Constitución de Serbia en el sentido teórico y legal (R . Mitrovic). Prof. El Dr. Sima Avramovic en su trabajo "175 años desde la aprobación de la Constitución de Sretenje" presentó hechos histórico-legales y respondió a la pregunta de si la Constitución de Sretenje era la Constitución . Profe. La Dra. Sima Avramovic opina que la Constitución " tanto en su forma como en su contenido, indudablemente tenía todas las características que caracterizaron a las pocas constituciones de la primera mitad del siglo XIX, si es que existieron en algunos países. El enfoque histórico implica que, a la hora de clasificar un fenómeno, no se le aplican estrictamente los criterios de tiempos posteriores (pero también que en los fenómenos antiguos, de forma bastante tensa, se reconocen conceptos jurídicos posteriores, que es el otro extremo). "  En su trabajo, también comparó Magna Carta Libertatum con la Constitución de Sretenje, expresando la opinión de que si la Constitución de Sretenje no se considera la primera Constitución serbia, entonces la constitucionalidad de la Gran Carta de la Libertad está en cuestión (ambas Constituciones tenían similares contenido).). " Incluso si fue presentado solo por el príncipe (porque la cuestión de si Sretenjski fue ejecutado generó muchas discusiones), no cambiaría significativamente su carácter, considerando que algunos actos constitucionales también eran así en otros estados"). de esa época, como la de Württemberg. La Constitución de Sretenje a menudo se ve desafiada por el hecho de que solo tenía una validez de unas pocas semanas (la Carta Magna de 1215 apenas tenía una validez de tres meses), pero la Constitución francesa Montagnard de 1793 sufrió un destino aún peor ante ella. los enactores tampoco tenían la fuerza real para mantenerlo con vida. “  Al final, el prof. El Dr. Sima Avramovic concluye que " en general, ya sea que la llamen la primera constitución serbia o no, no hay duda de que el documento de Sretenje estableció la constitucionalidad serbia. "  De todo lo anterior, podemos concluir que la Constitución de Sretenje fue la raíz de la constitucionalidad de Serbia. Esto está respaldado por el hecho de que incluso 185 años después de su adopción, todavía existe controversia sobre si es la Constitución o no.

## Importancia
La Constitución de Sretenje es la primera constitución moderna de Serbia. Expresa las necesidades de la sociedad serbia: emancipación nacional, ruptura de las instituciones feudales y gobierno autocrático. La constitución se inspiró en las cartas constitucionales francesas de 1814 y 1830 y la constitución belga de 1831. años. La Constitución de Sretenje es también una de las primeras constituciones democráticas de Europa.